# 三國志11
《三國志11》是日本光榮公司研發銷售的一款電子遊戲。為三國志系列的第十一作。音樂由池賴廣擔當。電腦版發表之后，又發表了PS2和Wii的版本。與前十作使用羅馬數字的標記名稱不同，這一作開始，使用阿拉伯數字來表示，而英文版則是保持羅馬數字。
與《三國志X》這款武將角色扮演類遊戲不同，《三國志11》再次回到了戰略類遊戲，採用一國君主經營式，如《三國志IX》一樣採用十日制和大地圖戰略。與《三國志IX》、《三國志X》一樣，這次也是使用一張地圖來體現全中國的風貌，并且采用了標清電視技術以及漢語配音（在威力加強版中可以選擇日語）。
武將數量共有六百七十人，刪除了前作武將、地區，如：交州士氏（士燮）一族人和一些外民族；另外也刪除前作存在的交州。
本作採用箱庭內政，如果要增加資金、糧食收益的話，就要建築市場、農場等相應的建築物來獲取。
如果要增加兵種、兵器數量的話，就要建築鍛冶廠、廄舍等相應的建築物來獲取，武將的政治數據愈高，建築工程就很快結束，武將的智力數據愈高，一次製造兵器的數量也多。
本作武將會擁有一個或沒有特技，至多一位主將和兩位副將統率軍隊。在單挑若有攜帶副將，副將就會隨主將一起向敵方單挑。
特別的是有些著名武將（例：黃忠、趙雲等等）會因為年邁而更改頭像，同時也新增夏侯惇左眼健全的頭像。

## 劇本
帶☆的是虛構劇本。

### 本体劇本
1. 184年 1月　黄巾之乱
2. 190年 1月　反董卓聯合軍
3. 194年 6月　群雄割據
4. 200年 1月　官渡之戰
5. 207年 9月　三顧茅廬
6. 211年 7月　劉備入蜀
7. 225年 7月　南蠻征伐
8. 251年 1月　英雄集結 ☆

### PK劇本
1. 198年 1月　呂布討伐戰
2. 203年 1月　袁家之戰
3. 217年 7月　漢中争奪戰
4. 187年 4月　何進包圍網 ☆
5. 191年 7月　局勢掌控者 ☆
6. 251年 1月　女流之戰 ☆
7. 208年 10月　赤壁之戰 ☆ 限PS2、Wii威力加強版
8. 251年 1月　英雄亂舞 ☆ 限PS2、Wii威力加強版

## 決戰稱霸模式
分為四級，當完成每一級所有關卡時，下一級就會解鎖。大多以三國戰爭為背景，少數為虛構事件 (帶☆的是虛構事件)。完成整個決戰稱霸模式, 就可解鎖第十四個劇本 「女流之戰」。

### 第一級
| 190年 | 2月  | 虎牢關之戰 | 勢力:董卓 |
| 192年 | 6月  | 鄴兵器戰 ☆ | 勢力:劉備 |
| 208年 | 11月 | 赤壁之戰   | 勢力:孫權 |
| 219年 | 1月  | 定軍山之戰 | 勢力:劉備 |

### 第二級
| 200年 | 10月 | 官渡之戰       | 勢力:曹操 |
| 208年 | 7月  | 長坂坡之戰     | 勢力:劉備 |
| 208年 | 11月 | 南郡爭奪戰     | 勢力:孫權 |
| 215年 | 7月  | 漢中攻略戰     | 勢力:曹操 |
| 222年 | 6月  | 夷陵之戰       | 勢力:孫權 |
| 234年 | 8月  | 五丈原之戰     | 勢力:曹叡 |
| 251年 | 1月  | 才媛拔擢計劃 ☆ | 勢力:曹操 |
| 251年 | 1月  | 論客集結 ☆     | 勢力:曹操 |

### 第三級
| 197年 | 5月  | 宛之戰     | 勢力:曹操 |
| 199年 | 1月  | 易京之戰   | 勢力:袁紹 |
| 200年 | 1月  | 徐州之戰   | 勢力:曹操 |
| 208年 | 12月 | 荊南平定戰 | 勢力:劉備 |
| 215年 | 8月  | 合淝之戰   | 勢力:曹操 |
| 219年 | 7月  | 樊城之戰   | 勢力:曹操 |
| 251年 | 1月  | 勇將集結 ☆ | 勢力:張飛 |

### 第四級
| 251年 | 6月 | 逆賊討伐戰 ☆ | 勢力:獻帝 |

## 初售問題
2006年遊戲發售後被玩家發現存在過多臭蟲，而在4月10日，光榮公司在更新修正後，同時也在「糞藝爪覽」風波下，於17日緊急向購買玩家無償交換修正版，並將原版光碟回收。

### 「糞藝爪覽」風波
在本作日文原版的試玩版和初回正式版軟體裡面有存在著一些隱藏武將，只要透過某些編輯器或是Internet Explorer瀏覽器去讀取武將數據，可查出其中一位隱藏武將「糞藝爪覽」，全能力均100。若日語訓讀化會暗示為「（爛遊戲真無聊）」列傳為「（啊…真無聊）」。
除此之外，毛澤東，周恩來，鄧小平，劉少奇，杜甫，「武富士(あこむ)」等等的武將與糞藝爪覽一同收錄。

## 外部連結
- 三國志11官方網站（繁體中文）
- 三國志11官方網站 （页面存档备份，存于）（日語）
- 三國志11用戶網頁（繁體中文）
- 三國志11用戶網頁 （页面存档备份，存于）（日語）
- 三国题材游戏大全 - 三國志11专区 （页面存档备份，存于）